# Homi K. Bhabha
Homi K. Bhabha (Mumbai, 1949.), američko-indijski književni teoretičar, utjecajan u području suvremene postkolonijalne teorije. Voditelj Centra za humanističke studije na Harvardu.
Rođen 1949. u Mumbaiju (tada Bombay) u obitelji indijskih Parsa. Diplomirao je na Sveučilištu u Mumbaiju 1970. Nakon toga se školuje na britanskom Oxfordu (koledž Christ Church), gdje magistrira i doktorira 1990. Predavao je britansku i američku književnost na sveučilištima u Sussexu, Pennsylvaniji, Chicagu, i na Princetonu. Na Harvardu je profesor književnosti i voditelj renomiranog Centra za humanističke studije.
Formirao se na tradiciji poststrukturalizma, dekonstrukcije Jacquesa Derrida, lakanovske psihoanalize i Foucaulta. U postkolonijalnoj teoriji se javlja 1980-ih kritičkim čitanjem Prezrenih na svijetu F. O. Fanona i Orijentalizma E. W. Saida. Kolonijalne odnose i kolonijalni diskurs dobrim dijelom analizira na tragu Fanona, koristeći se njegovim učenjem o rasnoj razlici i mimikriji. Uz pomoć pojmova hibridnosti, mimikrije, razlike (difference) i ambivalencije (ambivalence) istražuje načine na koji su se kolonizirani opirali moći kolonizatora. Dobitnik je nagrade indijske vlade Padma Bhushan u području književnosti i obrazovanja (2012).

## Djela (nepotpun popis)
- Beyond Photography (2011.)
- Our Neighbours, Ourselves (2011.)
- Elusive Objects (2009.)
- On Global Memory (2009.)
- The Black Savant and the Dark Princess (2006.)
- Framing Fanon (2005.)
- Still Life (2004.)
- Adagio (2004.)
- Mjesto kulture (The Location of Culture, 1994.)
- DisemiNacija: vrijeme, pripovijest i margine moderne nacije (DissemiNation: Time, Narative and the Margins of the Modern Nation)
- Nacija i naracija (Nation and Narration, 1990)